# Municipio de Franklin (condado de Clarke)
El municipio de Franklin (en inglés: Franklin Township) es un municipio ubicado en el condado de Clarke en el estado estadounidense de Iowa. En el año 2010 tenía una población de 148 habitantes y una densidad poblacional de 1,56 personas por km².

## Geografía
El municipio de Franklin se encuentra ubicado en las coordenadas 40°56′39″N 93°37′35″O / 40.94417, -93.62639. Según la Oficina del Censo de los Estados Unidos, el municipio tiene una superficie total de 94.64 km², de la cual 94,6 km² corresponden a tierra firme y (0,04 %) 0,04 km² es agua.

## Demografía
Según el censo de 2010, había 148 personas residiendo en el municipio de Franklin. La densidad de población era de 1,56 hab./km². De los 148 habitantes, el municipio de Franklin estaba compuesto por el 93,24 % blancos, el 0,68 % eran asiáticos, el 3,38 % eran de otras razas y el 2,7 % eran de una mezcla de razas. Del total de la población el 3,38 % eran hispanos o latinos de cualquier raza.